# مادتاون
مادتاون (هانغل: 매드타운؛ إنجليزية: Madtown) هي فرقة فتيان من كوريا الجنوبية تتكون من سبعة أعضاء، تشكلت في 2014 بواسطة جي. تون كامب. الفرقة تتكون من موس، داون، إي جون، جوتا، هو جون، بوفاي و H.O. ألبوم ظهورهم الأول، Mad Town − Super Debut، كان إصداره في 6 أكتوبر، 2014. اثنان من الأعضاء، موس وبوفاي، ظهرو أصلا في ثنائي الهيب هوب Pro C في 2013.

## أعضاء الفريق

### موس
- الاسم الشخصي : 김상배
- تاريخ الميلاد :
- مكان الميلاد : 함평군 ~ مقاطعة جولا الجنوبية ~  كوريا الجنوبية
- التعليم :
- الموقع : 리더، 메인래퍼
- فترة البداية : 2014 أكتوبر ~

### داون
- الاسم الشخصي : 박대원
- تاريخ الميلاد :
- مكان الميلاد : تشونان ~ مقاطعة تشنغتشونغ الجنوبية ~  كوريا الجنوبية
- التعليم :
- الموقع : مغني، 메인댄서
- فترة البداية : أكتوبر ~ 2014 ~

### إي جون
- الاسم الشخصي : 이경탁
- تاريخ الميلاد :
- مكان الميلاد : تشونان ~ مقاطعة تشنغتشونغ الجنوبية ~  كوريا الجنوبية
- التعليم :
- الموقع : 메인보컬
- فترة البداية : أكتوبر ~ 2014 ~

### جوتا
- الاسم الشخصي : 이종화
- تاريخ الميلاد :
- مكان الميلاد : بوسان ~  كوريا الجنوبية
- التعليم :
- الموقع : 서브래퍼، 리드댄서
- فترة البداية : أكتوبر ~ 2014 ~

### هو جون
- الاسم : 허준
- تاريخ الميلاد :
- مكان الميلاد : سونغنام ~ مقاطعة غيونغي ~  كوريا الجنوبية
- التعليم :
- الموقع : مغني
- فترة البداية : أكتوبر ~ 2014 ~

### Buffy
- الاسم الشخصي : 김주현
- تاريخ الميلاد :
- مكان الميلاد : سول ~  كوريا الجنوبية
- التعليم :
- الموقع : رابر، ماكني
- فترة البداية : 2014 ~ أكتوبر ~

### H.O
- الاسم الشخصي : 송재호
- تاريخ الميلاد :
- مكان الميلاد : 양산시 ~ مقاطعة غيونغسانغ الجنوبية ~  كوريا الجنوبية
- التعليم :
- الموقع : مغني، ماكني
- فترة البداية : أكتوبر ~ 2014 ~

## ديسكوغرفيا

### ألبومات

#### EPs
| عنوان                                                                     | تفاصيل الألبوم | Peak chart positions | المبيعات      |
| عنوان                                                                     | تفاصيل الألبوم | KOR                  | المبيعات      |
| ------------------------------------------------------------------------- | --- | -------------------- | ------------- |
| Mad Town − Super Debut                                                    | - إصدار: 6 أكتوبر، 2014 (رقمية) 9 أكتوبر، 2014 (فيزيائية) - بطاقة: J. Tune Camp، LOEN Entertainment - الشكل: CD، digital download | 11                   | - KOR: 2,224+ |
| Welcome to Madtown                                                        | - إصدار: 12 مارس، 2015 (رقمية) 16 مارس، 2015 (فيزيائية) - بطاقة: J. Tune Camp، LOEN Entertainment - الشكل: CD، digital download   | 7                    | - KOR:+2,810  |
| "—" denotes releases that did not chart or were not إصدار in that region. | |                      |               |

## فيلموغرفيا
| سنة  | شبكة   | عنوان    | ملاحظات |
| ---- | ------ | -------- | --- |
| 2014 | يوتيوب | MAD TV   | Uploaded through J. Tune Camp's official YouTube channel، and features Madtown members on their everyday lives، including a special "Delivery Season". |
| 2015 | Mnet   | Yaman TV | with CLC |

## روابط خارجية
- مادتاون على موقع ميوزك برينز (الإنجليزية)
- مادتاون على موقع ميوزك برينز (الإنجليزية)